# Молибден
Молибден (Mo, лат. molybdos) метал је атомског броја 42 из 6 групе; по старом VIB групе. Име потиче од грчког назива за олово — molybdos. Његово име је изведено из новолатинског molybdaenum, односно из грчког Μόλυβδος (molybdos) у значењу олово, јер се за његове руде често мислило да су оловне. Минерали молибдена су били познати још из праисторије, али је елемент откривен (у смислу да је издиференциран као непозната супстанца из минералних соли других метала) тек 1778. Открио га је Карл Вилхелм Шеле, али га је у елементарном облику први издвојио Петер Јакоб Хјелм 1781. године.
Молибден се убраја у прелазне метале и мало је заступљен у Земљиној кори. Он се не јавља у природи у слободном (елементарном) облику на Земљи. Умјесто тога, он се јавља у минералима у разним оксидационим стањима. Његова руда се назива молибденит, . Елементарни молибден је прашкасте структуре, услед високе тачке топљења. Елементарни молибден, изгледом сиви сребрнасти метал, има шесту највишу тачку топљења од свих познатих елемената. У метални облик, прах се стопи електричном струјом.
Молибден налази примену у металургији, међутим не као елементаран. Мали проценат молибдена даје челику велику тврдоћу, која се задржава и на високим температурама. Он врло лако гради тврде, стабилне карбиде у легурама, па се из тог разлога највећи део светске производње елемента (приближно 80%) користи за добијање разних врста челика и легура, укључујући легуре изразито велике чврстоће те суперлегуре.
Молибден је мање отпоран од хрома, који се налази у истој групи ПСЕ. Већина једињења молибдена је слабо растворљива у води, али је јон молибдата MoO2−
4 растворљив, а формира се када минерали који садрже молибден дођу у контакт са кисеоником и водом. Раствара се у киселинама које поседују оксидациона својства, нпр.  и . У базама се не раствара, а врло слабо реагује са растопом алкалија. Међутим, у раствору калијум-нитрата растварање се одвија врло брзо. У индустријским количинама, једињења молибдена (око 14% светске производње елемента) користе се при високим температурама и притисцима, те као пигменти и катализатори.
Ензими који садрже овај елемент су убедљиво најчешћи катализатори које користе неке бактерије за разбијање хемијских веза у атмосферском молекуларном азоту, омогућавајући биолошко фиксирање азота. Познато је најмање 50 ензима који садрже молибден у бактеријама и животињама, мада су само бактеријски и цијанобактеријски ензими укључени у фиксирање азота. Ове нитрогеназе садрже молибден у различитим облицима, који се разликују од других молибденских ензима. Сви они садрже потпуно оксидовани молибден инкорпориран у молибденски коензим. Молибден је есенцијални елемент за живот за све више еукариотске организме, али не и за све бактерије, највише због тога што има разнолике функције у различитим ензимима молибденских кофактора.

## Особине
Молибден је прелазни метал. Чист молибден је сребрнобео, веома тврд, и има једну од највиших температура топљења међу елементима. Додаје се челику у малим количинама да би повећао његову тврдоћу.

## Добијање
Молибден се добија тако што се молибденит, минерал који садржи овај елемент, најпре пржи са ваздухом, при чему настаје молибден(VI)-оксид, MoO3:
{\displaystyle \mathrm {2MoS_{2}(s)+7O_{2}(g)\longrightarrow \;2MoO_{3}(s)+4SO_{2}(g)} }
Настали MoO3 се затим редукује на метал са водоником, на температури изнад 500 °C:
{\displaystyle \mathrm {MoO_{3}(s)+3H_{2}(g)\longrightarrow \;Mo(s)+3H_{2}O(g)} }
Због високе тачке топљења, добијени молибден се налази у облику праха. Метални облик се добија тако што се тај прах сабије и онда се стопи електричном струјом.

## Биолошки значај
Молибден је микроелемент који одиграва важну улогу у метаболизму биљака. Такође се налази и у неким ензимима у телу човека.

### Нитрогеназе
Најзначајнија улога молибдена у живим организмима је у виду металног хетероатома на активном месту у одређеним ензимима. При фиксирању азота код неких бактерија, ензим нитрогеназа, а који је укључен у крајњи корак редуковања молекуларног азота, обично садржи молибден у активном месту (мада су познати случајеви замене молибдена са гвожђем или ванадијумом). Структура каталитичког центра ензима је слична оној код гвожђе-сумпорних беланчевина: она инкорпорира  и већи број  кластера.
Реакција коју изводе ензими нитрогеназе је следећа:
{\displaystyle \mathrm {N_{2}+8\ H^{+}+8\ e^{-}+16\ ATP+16\ H_{2}O\longrightarrow 2\ NH_{3}+H_{2}+16\ ADP+16\ P_{i}} }
Са протонима и електронима из транспортног ланца електрона, азот се редукује до амонијака и слободног гасовитог водоника. Овај процес троши енергију, тако да је неопходна хидролиза  молекула до  плус слободни фосфат.
Године 2008. објављен је доказ о „недостатку” молибдена у првобитним океанима на Земљи, а представљао је ограничавајући фактор током готово две милијарде година касније еволуције еукариотског живота (који укључује готово све животиње и биљке) јер еукариоти не могу да фиксирају азот па зато већину погодно оксидованог азота за добијање органских азотних једињења (између осталих и беланчевина) добијају од прокариотских бактерија. Недостатак молибдена резултат је релативног недостатка кисеоника у првобитним океанима. Већина молибденових једињења има слабу растворљивост у води, али је молибдатни јон MoO42− растворљив и настаје када су молибденови минерали у контакту са кисеоником и водом. Када су први животни облици почели да отпуштају кисеоник у океане, он је помогао растварању молибдена у виду растворљивих молибдата, полазећи од минерала са дна мора, те је по први пут постао доступан бактеријама које фиксирају азот, што им је омогућило да вишим формама живота пруже више корисних азотних једињења. Године 2013. изнесена је теорија да су бор и молибден катализовали производњу РНК на Марсу, а тако настали живот је пренесен на Земљу помоћу метеорита пре 3 милијарде године.
Иако је кисеоник омогућио фиксирање азота тако што је учинио молибден доступним у води, он је такође и директно затровао ензиме нитрогеназе. Због тога, у праисторији Земљине атмосфере, након што се кисеоник појавио у великим количинама у ваздуху и води, организмима који су наставили да фиксирају азот у аеробским условима било је неопходно да издвоје и заштите њихове ензиме за фиксирање у хетероцистама или сличним структурама од вишка кисеоника. Такве реакције структурне изолације фиксације азота од утицаја вишка кисеоника у аеробним организмима одвијају се и данас.

### Кофакторски ензим
Иако молибден гради једињења са многим органским молекулима, укључујући и угљене хидрате и аминокиселине, он се такође транспорује кроз људски организам у виду 42−. До 2002. пронађено је и проучено најмање 50 ензима који садрже молибден, углавном у бактеријама, а број новооткривених расте сваке године; ти ензими укључују алдехид оксидазу, сулфит оксидазу и ксантин оксидазу. Код неких животиња, као и код људи, оксидација ксантина од уринске киселине, која представља процес пуринског катаболизма, каталисана је ксантин оксидазом, ензимом који у свом саставу садржи молибден. Активност ксантин оксидазе је директно пропорционална количини молибдена у телу. Ипак, екстремно високе концентрације молибдена делују супротно овом тренду, те могу деловати као инхибитор и за пурински катаболизам и за друге процесе. Сматра се да концентрација молибдена може да утиче на синтезу беланчевина, метаболизам и раст.
Код животиња и биљака, трициклично једињење звано молибдоптерин (које не садржи молибден), реагује са молибдатом те гради потпуни коензим који садржи молибден назван молибденски кофактор. Поред раније наведених филогенетски прастарих молибденских нитрогеназа, које фиксирају азот код неких бактерија и цијанобактерија, сви ензими који користе молибден а који су пронађени у природи, користе молибденски кофактор, где је молибден у оксидацијском стању VI, слично као и молибдати. Молибденски ензими код биљака и животиња катализују оксидацију, а понекад и редукцију одређених малих молекула, као део регулације циклуса азота, сумпора и угљеника.

## Примена
Преко 2/3 молибдена који се произведе користи се у металургији, за производњу легура. Употреба молибдена је нагло порасла за време Другог светског рата, када су потребе за волфрамом изазвале исцрпљивање његових лежишта. Молибден се и данас користи за производњу челика велике издржљивости и отпорности на високе температуре.
Много је једноставније ако се MoO3 заједно са  редукује са коксом у електричним пећима, при чему настаје легура феромолибден са масеним уделом молибдена од 50 до 80%. Додатком одговарајуће количине феромолибдена може се проценат молибдена у челику довести на жељену вредност. Чак у мали проценат молибдена даје челику велику тврдоћу која се задржава и при високим температурама.
Неке легуре су, сем отпорности на високе температуре, отпорне и на корозију. Молибден се користи и у авионској индустрији, производњи оружја, као и за производњу сијалица.
Као катализатор молибден се користи у нафтној индустрији, посебно при катализаторском одстрањивању сумпора из нафтних производа.
Молидбенов изотоп 99 налази примену у нуклеарној индустрији. Једињења молибдена су обојена у разне нијансе наранџасте боје, па се стога користе за производњу фарби, пластике и гумених производа.
Молибден се користи и у електричној индустрији.

## Заступљеност
У Земљиној кори молибден је заступљен у количини од 1,5 ppm (енгл. parts per million). Основним извором молибдена је минерал молибденит. Остали минерали мањег значаја су вулфенит (PbMoO4) и повелит (CaMoO4).

## Историја
На грчком језику molybdos значи „сличан олову“ (сама грчка реч је, по неким мишљењима, посуђеница из анатолског, лувијског и лидијског језика) — једињења молибдена су до краја XVIII века мешана са једињењима других елемената, пре свега угљеника и олова. Године 1778. Карл Вилхелм Шеле је успео да издвоји молибден од графита и олова, као и да добије његов оксид. Молибден није нашао примену и није изашао из лабораторије све до краја XIX века. После су особине његових легура откривене од стране Француза.
Молибденит, основна руда из које се данас добија молибден, раније је био познат као молибдена. Он се често погрешно замењивао са графитом, а често се и као графит употребљавао. Као и он, молибденит се такође може користити за затамњивање површина или као чврсто средство за подмазивање (лубрикант). Чак и када су људи почели да разликују молибдену од графита, и даље су је поистовећивали са обичном оловном рудом PbS (данас се она назива галена).
Иако постоје назнаке да је свесно легирање челика молибденом кориштено у Јапану у 14. веку (приближно око 1330) при изради познатих јапанских мачева, та вештина никад није заживела нити се раширила, па је касније и заборављена. На Западу, тек је 1754. године Бенгт Андерсон Квист проучавајући молибденит открио да он не садржи олово, те не може бити исто што и галена.
До 1778. године шведски хемичар Карл Вилхелм Шеле пружио је чврсте доказе да „молибдена” заиста није нити галена нити графит. Уместо тога, Шеле је у истраживањима отишао и даље те тачно закључио да је „молибдена” заправо руда сасвим новог елемента, којег је назвао молибден према минералу у чијем је саставу пронађен и из којег је касније и издвојен. Петер Јакоб Хјелм је успео да изолује метални молибден 1781. користећи угљеник и уље из ланеног семена.
Готово цео век након изоловања, молибден и даље није имао никакве индустријске примене, углавном због своје релативне реткости, потешкоћа око добијања чистог метала, али и неразвијености погодних металуршких техника. Првобитне челичне легуре са молибденом биле су обећавајућих особина у погледу повећања тврдоће, али труд око њихове масовне производње је опао због неконзистентних резултата и њихове тенденције ка рекристализацији и крхкоћи. Вилијам Д. Кулиџ је 1906. пријавио патент за добијање дуктилног молибдена. То је довело до кориштења овог метала за израду грејних елемената за високотемпературне пећи и као подршка за волфрамове нити у сијалицама, мада је формирање оксида и његова деградација захтевала да се молибден физички запечати или држи у инертном гасу. Франк Елмор је 1913. развио процес флотације пеном како би издвојио молибденит из руда. До данас је флотација остала основни процес његовог издвајања.
Током Првог светског рата потражња за молибденом је снажно порасла. Он се користио за оклопљавање возила те као замена за волфрам у брзорезним челицима. Неки британски тенкови били су заштићени оплатом од манганског челика дебелог 75 mm, али је она била неефикасна. Те плоче од манганског челика замењене су плочама од молибденовог челика дебелим 25 мм, што је омогућило већу брзину тенкова, боље маневрисање и заштиту. Немци су такође користили челик ојачан молибденом за тешку артиљерију, као што је то био случај код супертешке хаубице зване „Дебела Берта”. Ово је било јер се традиционални челик топио при температурама које је развијао барут при испаљивању гранате тешке једну тону. Након рата, потражња је опала све до времена када је напредак у металургији омогућио већи развитак мирнодопских апликација. Током Другог светског рата, молибден је поновно постао стратешка сировина као замена за волфрам у челичним легурама.

## Молибден у Србији
Руде молибдена има у Југоисточној Србији: од Мачкатице код Сурдулице до код Криве Феје на планини Бесној кобили. Рудник молибдена у Мачкатици, са 3000—5000 радника, радио је од 1940. до 1947. године.